# Gyöngyösfalu, Vas
Gyöngyösfalu  este un sat în districtul Kőszeg, județul Vas, Ungaria, având o populație de 1.127 de locuitori (2011). 

## Demografie
Componența etnică a satului Gyöngyösfalu
     Maghiari (92,81%)
     Germani (4,29%)
     Croați (1,5%)
     Necunoscut (1,4%)
     Alții (1,4%)
Componența confesională a satului Gyöngyösfalu
     Romano-catolici (62,02%)
     Luterani (3,11%)
     Fără religie (2,48%)
     Reformați (1,69%)
     Necunoscută (30,08%)
     Atei (0,62%)
     Alte religii (0,44%)
Conform recensământului din 2011, satul Gyöngyösfalu avea 1.127 de locuitori. Din punct de vedere etnic, majoritatea locuitorilor (92,81%) erau maghiari, existând și minorități de germani (4,29%) și croați (1,5%). Apartenența etnică nu este cunoscută în cazul a 1,4% din locuitori.  Din punct de vedere confesional, majoritatea locuitorilor (62,02%) erau romano-catolici, existând și minorități de luterani (3,11%), persoane fără religie (2,48%) și reformați (1,69%). Pentru 30,08% din locuitori nu este cunoscută apartenența confesională.